# 文化放送

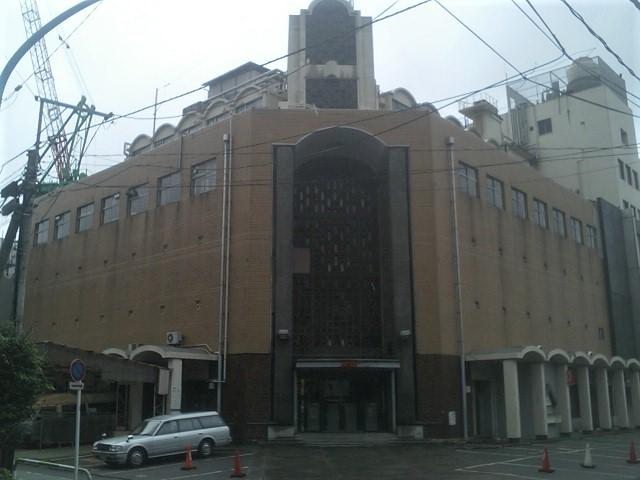
2006年まで使用された文化放送四谷旧局舎。（竣工時の名称は『セントポール・ラジオ・センター』）

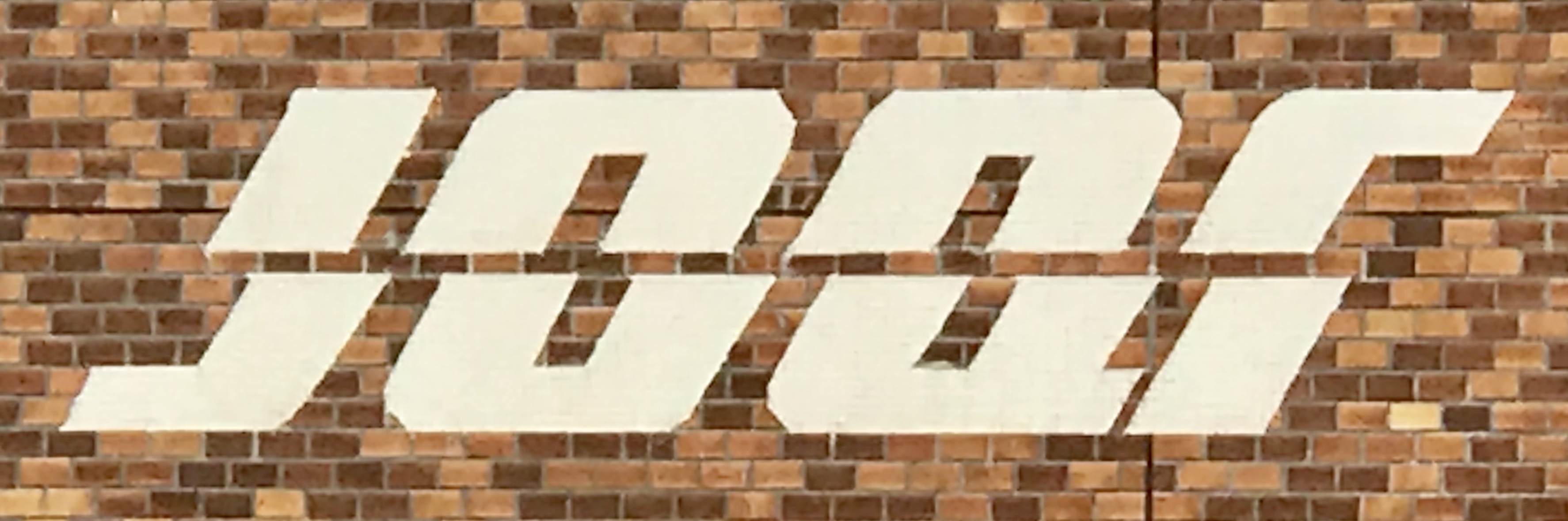
川口送信所壁面に残る、1984年 - 2006年使用の『JOQr』を図案化したロゴ

株式会社文化放送（ぶんかほうそう、英: Nippon Cultural Broadcasting Inc.）は、関東広域圏を放送対象地域とし、中波放送（AMラジオ放送）事業を行っている特定地上基幹放送事業者である。
フジテレビジョン、産業経済新聞社などとともに、フジサンケイグループに属する。文化放送グループの中核企業でもある。
略称は開局当初の局名「日本文化放送協会」の英称、かつ現在の局名の英称の頭文字を取ったNCBであるが、1954年以降はコールサイン「JOQR」からQRを使用している。
2024年度以降は、『オトナのホンネ 文化放送』をステーションキャッチフレーズとしている。

## 概説
同じ在京ラジオ局のニッポン放送と共にフジサンケイグループのラジオ部門を構成し、ラジオネットワーク「全国ラジオネットワーク (NRN)」のキー局を務めている。
文化放送はフジサンケイグループの統一シンボルマークである「目玉マーク」を用いず、現在は『文化放送』および『&』をマイクに見立てて図案化した『& 文化放送』（2015年 - ）のロゴマークを使用している。以前は、「QR」と電波をモノグラム化した旧社章（1956年 - 1983年。伊藤憲治作）、『JOQr』を図案化した物（1984年 - 2006年、ロバート・マイルズ・ラニアン作）、アンテナをモチーフとした物（2006年 - 2015年）を使用していた。

## 歴史
カトリック布教を目的に、聖パウロ修道会が1951年に設立した「財団法人日本文化放送協会」(NCB) を前身とする。
開局時は「日本文化の向上を図るとともに、真善美の理想と正義、人道を基調とした健全な民主主義思想の普及、国家の興隆と民族の繁栄に資する」と理念を掲げた。しかし、実権を握っていた聖パウロ修道会のパウロ・マルセリーノ司祭による独善的な運営や、開局の際にNHKからレッドパージされた職員を大量採用したことで労働争議が頻発し、おまけに宗教色に対する周囲からの警戒感や、娯楽番組の少なさによる聴取率の低迷、小出力による放送地域の狭さ、営利を重視しなかったことなどから、経営状態が悪化して代表者が頻繁に入れ替わったり、「共産圏の日本向け放送ではないか」と言われるほどに放送内容が偏向し、「左傾・反米化していた日本労働組合総評議会（総評）に乗っ取られる」などとする噂もあった。
これに危機感を抱いた財界は旺文社、講談社等の出版社や各界企業と協力して対抗策を講じる事にした結果、聖パウロ修道会と聖パウロ女子修道会は局運営からの撤退を余儀なくされ、財団法人日本文化放送協会は解散した。ただし、聖パウロ修道会は当時の社屋や送信所等設備に出資したということで見合いの株式を交付され、現在では文化放送の筆頭株主になっており、役員を一名送り込んでいる。
東京急行電鉄、旺文社、大日本印刷、小学館、講談社、東映、家の光協会等、財界・出版界の出資による「株式会社文化放送」が1956年2月13日、設立。同年2月14日、無線局免許状が引き継がれた。初代会長は澤田節蔵(元国際連盟日本事務局代表、後に東京外国語大学初代学長)、社長に水野成夫（国策パルプ工業（現 日本製紙）副社長）。後に澤田が東京外国語大学学長に専任するため、後継会長に渋沢敬三（元日本銀行総裁、大蔵大臣）を送り込んで、再建に乗り出した。
文化放送は財団法人時代から数回ほどテレビ放送の免許を申請しているが、周波数が足りないという理由で却下されている。後にニッポン放送との共同出資で、フジテレビの設立に参加。以降はフジサンケイグループの一員となっており、2025年時点でもフジ・メディア・ホールディングス（フジ・メディアHD）の株式3.33%分を保有しているほか、文化放送の社長がフジテレビ及びフジ・メディアHDの社外取締役を兼任している。
一方、旺文社を通じてテレビ朝日と交流していた期間が長きに亘って続いた。人気番組のCMや埼玉西武ライオンズ戦や東京国際女子マラソン → 横浜国際女子マラソン → さいたま国際マラソン 中継などのスポーツ中継を始め、テレビ朝日アナウンサーが番組をコラボとしてゲスト出演し、文化放送とテレビ朝日が連携しているケースが少なくなかった。現在も全日本大学駅伝対校選手権大会中継などで協力関係がある。
株式会社設立時から旺文社が主要株主となり、前述のテレビ朝日（当時の旧社名：日本教育テレビ、愛称：NETテレビ）とともに民間放送教育協会（略称：民教協）を1967年に設立し加盟。夜間帯・深夜帯は教育、教養番組の比重が高かったが、1995年を境に番組編成を転換し2020年頃に民教協を離脱、現在は文化放送A&Gゾーンなど、アニメ・ゲームファンに向けた番組を多く編成し、関連ビジネスを展開している。
その他、テレビ東京グループのアニメ専門チャンネル「AT-X」に出資。AT-Xの新作紹介特番を自局で放送したり、『聖剣の刀鍛冶』などのUHFアニメの製作委員会に参加している。文化放送の同業会社であるラジオ日本を傘下に持つ日本テレビとも関わりがあり、箱根駅伝中継では同社の制作協力を受けたり、同社が幹事社となっている映画やイベントに後援する事も多い。また、埼玉西武ライオンズの試合中継などを通じて、西武ホールディングスやNACK5およびテレビ埼玉との繋がりもある。
また、フジサンケイグループの統一シンボルマークである「目玉マーク」は一切用いない。
これらの事から、同じフジサンケイグループでありながら、フジ・メディア・ホールディングス直系のニッポン放送に比べ、グループからの独自色が強くなっている。かつての筆頭株主であった旺文社は株式を手放して現在は小学館が聖パウロ修道会に次ぐ出資者となっている。
2003年に株式公開を目指していたが、見送られた。その後、2005年2月ライブドアが時間外取引により、ニッポン放送の筆頭株主になった事で、一連の混乱があり、現時点では株式公開への表立った動きはない。
設立以来長らく四谷の新宿区若葉1丁目5番地に所在した初代局舎・演奏所は、非常用の予備送信所を兼ねていた。竣工時は修道院兼用で、パイプオルガンや聖歌隊用の雛壇を備え、本格的な聖堂もあったが、度重なる増改築で次第に宗教色は薄まった。2006年に港区浜松町に新築した自社ビル「文化放送メディアプラス」内の新局舎・演奏所へ移転し、初代局舎は2006年7月24日に全ての業務を停止したが、旧局舎跡地に建てられたマンション「ランテンヌ四谷」に非常用の予備送信所を設置している。
今後の予定として、広告収入の低迷による設備更新の費用負担や、ワイドFMとの二重投資などを解消するため、北海道・秋田を除く全国のAM放送を行う民放43社と共に、FM放送への転換を計画していることを、2021年6月15日に発表した。その後、文化放送は同年6月24日発表のプレスリリースにおいて、AM停波については2024年から行われる実証実験には参加せず、2028年秋の免許更新時に、AM放送を今まで通り継続するか、又は止めるか（FM放送へ転換）の判断をする計画であるという。

## 沿革
- 1948年（昭和23年）
  - 10月 - 出版・放送を通じた布教を主務とする、聖パウロ修道会の日本管区長で、1934年から来日していたイタリア人司祭 パウロ・マルセリーノ（パオロ・マルチェリーノ）が、GHQから逓信省に下された「民間放送局解禁の方針」（ファイスナー・メモ）に呼応し、聖パウロ女子修道会を運営主体とする、宗教放送ネットワークを計画。電波法第5条の国籍要件を満たすため、マルセリーノは日本へ帰化したうえで「丸瀬利能（まるせ としたか）」に改名。
  - 12月 - 逓信省電波局に財団法人セントポール放送協会[注釈 11]の設立許可を申請。澤田節藏（外交官）、田中耕太郎[注釈 12]（最高裁判所長官）、犬養健（政治家）ら、著名なカトリック信徒が発起人に名を連ねた。
- 1949年（昭和24年）- 開局の見通しも立たぬまま、東京都新宿区若葉1丁目5番地の所有地に演奏所兼修道院「セントポール・ラジオ・センター」の建設に着手。設計者は清田文永で、構内には聖堂なども設けられた。
- 1951年（昭和26年）
  - 1月 - 電波監理委員会に無線局免許申請書を提出。同委員会からは当初、外製宗教放送局の開設に強い難色を示された[注釈 13]。また、他宗からの反対論が高まった事を受けて、競合他願の東京ラジオセンター[注釈 14]、ラジオ東都[注釈 15]との調整を経て申請を一本化。さらに、土地も局舎も全て聖パウロ修道会から文化放送協会に譲渡する決断をしたマルセリーノ司祭の退陣（理事から監事に退いた）によって宗教色を薄めたうえで、一般向けの教育商業局として改めて申請した。しかし、別の競合他願の日本キリスト教放送協会[注釈 16]、日本仏教放送株式会社[注釈 17]、国民教育放送協会の3社が統合して日本文化放送株式会社[注釈 18]として申請したことで電波監理委員会から統合を求められて来たが、不調に終わる。
  - 2月13日 - 名称を財団法人日本文化放送協会に変更。
  - 4月6日 - 東京ラジオセンター、ラジオ東都との3社合併が成立し、日本文化放送協会が存続会社となる。
  - 4月21日 - 電波監理委員会が出席した委員の投票により、賛成4、反対2、留保1で日本文化放送協会に対して予備免許を交付。局舎を明け渡した修道女たちのために、12月には埼玉県川口市の送信所敷地内に、女子修道院が設置された[注釈 19]。
- 1952年（昭和27年）
  - 3月18日 - 試験電波の発信を開始する。
  - 3月28日 - 電波監理委員会より放送免許が交付される。
  - 3月31日 - 午前5時30分より本放送を開始。全国8番目、東京では2番目となる民放ラジオ局として開局する。周波数1310kc、出力10kW。最初に放送された番組は「皆さんお早う」。娯楽番組は少なく、旺文社が提供する『大学受験ラジオ講座』など、教育・教養番組に重きを置く編成だった。
- 1953年（昭和28年）
  - 7月 - テレビ放送免許を申請したが、周波数不足を理由に、却下される。
  - 8月15日 - 1130kcに周波数変更。1310kcは新規開局するニッポン放送に譲渡される[注釈 20]。
- 1954年（昭和29年）
  - 3月31日 - 午後11時04分、出力を50kWに増力[14]。
  - 7月12日 -  深夜放送を開始。
  - 7月23日 - 郵政省（現・総務省）の許可により、呼出名称を「にほんぶんかほうそう」から「ぶんかほうそう」に変更[14]。
  - 11月27日 - この日開催中の「第3回全日本オーディオフェア」にて、ラジオ東京・ニッポン放送と共同で、最初の聴取者向けの3元立体放送(=モノラル3波を使った、3チャンネルステレオ放送)を実施。[15]
- 1955年（昭和30年）6月19日 - 夏季手当要求と株式会社改組の際の身分保障に関し、午後4時から1時間の停波ストライキ決行[16]。

- 1956年（昭和31年）

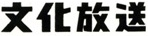
1984年まで使われた文化放送ロゴ

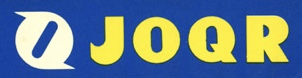
1984年まで使われた文化放送ロゴとマーク

  - 2月13日 - 財団法人日本文化放送協会解散。東京急行電鉄、旺文社、大日本印刷、小学館、講談社、東映等、財界・出版界の出資による、株式会社文化放送設立。
  - 2月14日 - 午前0時、財団法人日本文化放送協会から、株式会社文化放送に放送免許が引き継がれる[注釈 21]。
  - 6月22日 - 日本フィルハーモニー交響楽団を結成。専属とする[注釈 22]。
  - 7月 - テレビ放送免許を再申請したが、周波数不足を理由に、再度却下される。
- 1957年（昭和32年）11月18日 -  関東広域圏のテレビ免許割当を受け、ニッポン放送と共同で富士テレビジョン（現・フジテレビジョン）を設立。1967年、フジサンケイグループを合同で組織する。  
  - 日本の放送局で初めての道路交通情報を、『交通ニュース』というタイトルで放送。
- 1959年（昭和34年） - 産業経済新聞社と報道面で提携。2月1日より、サンケイニュースの放送を開始。
- 1961年（昭和36年） - ステーションソング「QRの歌」（通称：QRソング）発表。
- 1962年（昭和37年）12月26日 - 東京消防庁の協力による『日本火災の救急速報』の放送を開始。
- 1965年（昭和40年）
  - 5月3日 - ニッポン放送などと共同で、全国民放ラジオ31社を結ぶ全国ラジオネットワーク (NRN) を発足。土曜・日曜のプロ野球ナイター中継を本格的に開始[注釈 23]。
  - 8月 - 『真夜中のリクエストコーナー』[注釈 24] 開始。
- 1967年（昭和42年）4月3日 - 24時間放送開始[注釈 25]。
- 1968年（昭和43年）
  - 10月 - 歌手の新人賞の一つである、『新宿音楽祭』開始（1994年で終了）。
  - 11月19日 - 深夜放送『日野ミッドナイトグラフィティ 走れ!歌謡曲』[注釈 26] 開始。
- 1971年（昭和46年）
  - 3月 - 渡辺プロダクションとの合弁による、レコード会社 アポロン音楽工業を設立[注釈 27]。
  - 11月1日 - 出力を100kWに増力。[17]
- 1973年（昭和48年） - 大相撲中継を復活させ、『大相撲熱戦十番』をレギュラー化[注釈 28]。
- 1976年（昭和51年） - 産業経済新聞社と東京急行電鉄の保有株式が旺文社に売却されたことによって、フジサンケイグループ色が薄まる。この売却を機に、定時ニュースも『サンケイ新聞ニュース』から、自社取材と共同通信社からの配信記事に基づく『文化放送ニュース』へ変更。
- 1977年（昭和52年） - 『日本大相撲トーナメント』（日本相撲協会、フジテレビ共催）開始。
- 1978年（昭和53年）11月23日 - ITU（国際電気通信連合）の取り極めで、周波数が9kHzステップへ移行。それに伴い、午前5時をもって、周波数を1134kHzに変更。
- 1979年（昭和54年）- テレビ朝日専務取締役の岩本政敏が、代表取締役社長に就任。テレビ朝日との交流が本格的になる[注釈 29]。
- 1982年（昭和57年）4月5日 - 平日のナイター中継『文化放送ライオンズナイター』を開始。

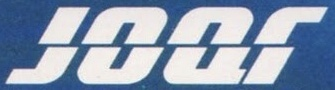
1984年 - 2006年に使われた『JOQr』を図案化した先々代ロゴ

- 1988年（昭和63年）9月 - 株式会社キューアールエステートを合併。
- 1992年（平成4年）3月15日 - 午前9時から、AMステレオ放送の本放送を開始。
- 1994年（平成6年）1月2日、1月3日 - 日本テレビ制作協力の下、『第70回東京箱根間往復大学駅伝競走（箱根駅伝）』を放送。以後、毎年放送される。
- 1995年（平成7年）4月2日 - 開局日以来、毎日続いていた『大学受験ラジオ講座』が終了。
- 1998年（平成10年）6月10日 - 時の記念日を期に、時報音をピ・ピ・ピ・ポーンから「QRソング」をアレンジした物へと変更（2015年12月6日まで。その後、開局70周年記念企画として2021年3月29日より再使用）。
- 1999年（平成11年）12月 - 東京都庁第1本庁舎45階（北展望室）に、サテライトスタジオ「スタジオSOLA」を開設[注釈 30]。
- 2000年（平成12年）12月1日 - BSフジの超短波放送チャンネル「BSデジタル音声放送」の一つで、同局が制作を担当する「BSQR489」の放送を開始。
- 2001年（平成13年） - 20%強保有していたフジテレビ株式の大部分を外部に売却し、その売却益で旺文社が持つ全ての自社株式を購入。直ちに消却して、長年続いた旺文社との資本関係を解消。
- 2003年（平成15年）11月17日 - NTTドコモと共同でFOMAネットワークを使用したラジオ中継システム「FOMA高品位音声中継システム」を共同開発すると発表[18]。2004年にNECが「mobilestudio」として実用化している[19]。
- 2005年（平成17年）9月16日 - ポッドキャスト サービス「Podcast QR」を開始。

- 2006年（平成18年）

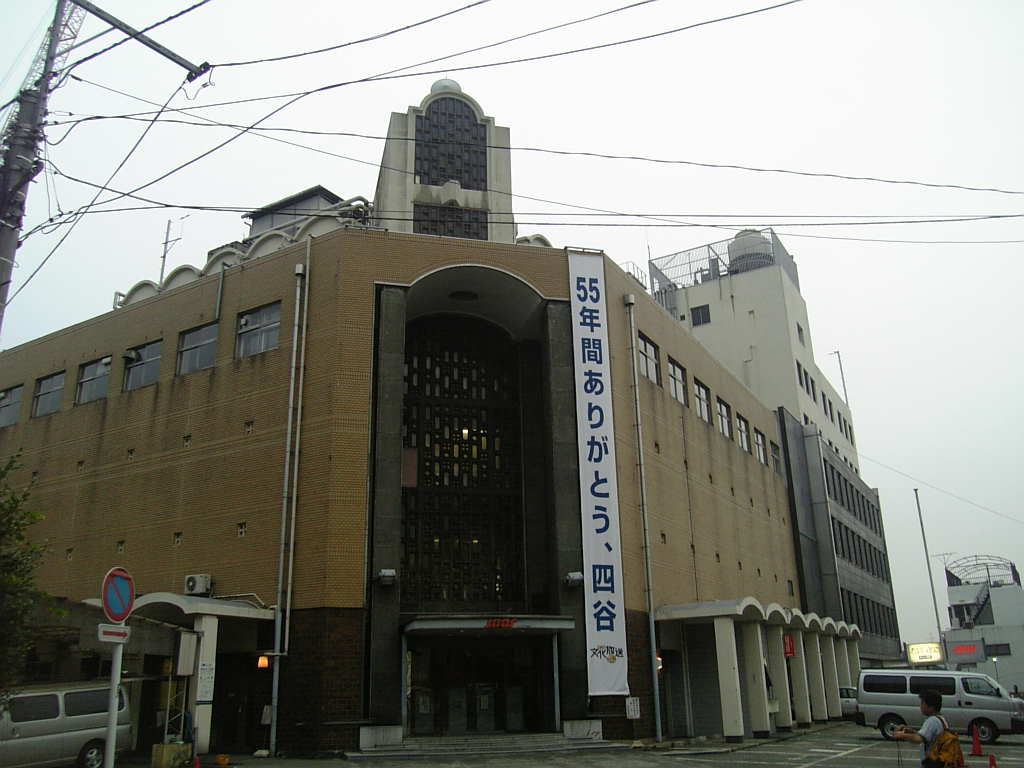
移転直前の四谷局舎

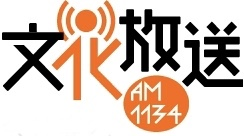
2006年 - 2015年に使われた先代ロゴ

  - 3月15日 - 秋葉原の「東京アニメセンター」に、サテライトスタジオを開設[注釈 31]。
  - 3月31日 - BSフジの超短波放送チャンネル「BSデジタル音声放送」撤退に伴い、BSQR489の放送を終了。
  - 7月19日 - 浜松町駅北口前に新築した自社テナントビル「文化放送メディアプラス」へ移転。2006年7月24日の『吉田照美のやる気MANMAN!』から、新局舎での放送業務開始。新宿区若葉の旧局舎は解体された。
- 2007年（平成19年）
  - 1月10日 - スポーツ担当のアナウンサーがスポーツ中継の番組制作も担当する「アナデューサー」形態を採用。男性アナウンサー8人が、アナウンス部からスポーツ部へ異動。スポーツ部の番組ディレクターらは他部へ異動し、スポーツ部はスポーツアナウンサーだけで運営する部門となった。
  - 3月12日 - 地上デジタル音声放送DigiQ+N93にて、アニメ・PCゲーム・声優関連の番組枠『Voice of A&G Digital 超ラジ!』を開始。
  - 4月2日 - DigiQ+N93のステーション ネームを、UNIQue the RADIOに変更。
  - 9月3日 - UNIQue the RADIOを大幅に改編。アニメ・PCゲーム・声優関連番組は、専門のチャンネル「超!A&G+」に独立させる。
  - 11月3日・4日 - リスナー感謝イベント「浜松町グリーン・サウンドFESTA」を開催。翌年より「浜祭」の愛称が付けられる（2019年より「浜松町ハーベストフェスタ 浜祭」に改称）。
- 2008年（平成20年）
  - 4月27日 - 旧局舎跡地に賃貸マンション「ランテンヌ四谷」竣工。
  - 5月19日 - 同マンション屋上に新非常用予備送信所を開局。
  - 9月29日 - 地上デジタル音声放送実用化試験局 東京地区9303chにて「文化放送プラス」が開局。
  - 10月6日 - 超!A&G+で、簡易動画の配信を開始。
- 2010年（平成22年）
  - 3月15日 - 他の在京ラジオ6局と共同で、インターネットのIPサイマル放送・radikoへの試験配信を開始（南関東 - 1都3県限定）[20][21]。
  - 10月4日 - 平日の午前 - 午後帯にかけて、7.5時間にも亘る大改編を実施[22]。
  - 10月15日 - 超!A&G+にて、iPhone向けアプリ 超!A&G+iを販売開始。
  - 12月1日 - 報道制作部とスポーツ部が統合、報道スポーツ制作部（現・報道スポーツセンター）を新設。また同日より、他の在京ラジオ6局と同時にradikoへの正式配信を開始。同時に、それまでの南関東（1都3県）から、サービスエリアを群馬県、栃木県、茨城県を含む関東地方全域（1都6県）に拡大[23][24]。
  - 12月1日 - ラジオショッピング、ネットショップとは異なり、番組グッズやお勧め商品を販売するサイト「ショップQR」を開設[注釈 32]。
- 2011年（平成23年）
  - 3月11日 - 「東日本大震災」発生。全番組・CMを中止し連続38時間の特番体制となった。
  - 3月31日 - 地上デジタル音声放送の実用化試験放送の終了に伴い、デジタルラジオの「超!A&G+」と「文化放送プラス」が24時をもって閉局。
  - 4月1日 - 前日に放送事業者としては閉局した「超!A&G+」がインターネット配信事業者として、0時よりネット配信を開始。
- 2012年（平成24年）
  - 2月6日 - AMステレオ放送を終了。radikoでは引き続き、ステレオ音声での配信を行う[25]。
  - 5月22日 - 東京スカイツリータウンの「東京ソラマチ」イーストヤード1階に設置された、多目的型サテライトスタジオ「TOKYO SKYTREE TOWN STUDIO」からの放送を開始[注釈 33][26]。
- 2014年（平成26年）9月3日 - 総務省より、FM補完中継局の予備免許を付与される[27][28][29]。周波数91.6 MHz、出力7kW。
- 2015年（平成27年）
  - 3月31日 - FM補完中継放送開始に備え、AMとFMの周波数を表した新コミュニケーションロゴを発表。一般公募の中から武蔵野美術大学新卒生による『& 文化放送』デザインが採用され、6月1日より公式サイトで使用開始。以後各所で新ロゴに移行[30]。
  - 9月15日 - FM補完放送開始に備え、これを告知するためのPRキャラクター「キューイチロー」を発表し、ブログ および twitterアカウント 開設。
  - 10月5日 - FM補完放送の試験電波発射開始[31][32]。
  - 12月7日 - 総務省より、FM補完中継局の本免許を付与される[33]。13時より東京スカイツリーの墨田FM補完中継局から、FMによるサイマル放送開始[31][34]した。これを記念して在京3局合同記念特番「FMでもキキマス!ゴールデンたまむすび」を東京スカイツリー天望デッキから生放送[35]。また、ワイドFM開始にあわせて、ステーション ソングを尾崎亜美編曲版のQRソングから、浅川真洋作詞・作曲、山村響歌唱の新ステーション サウンドに変更し、放送開始・終了時やステーション ジングル、時報音、ニュースや天気予報、交通情報のアタックジングル・BGMも新ステーションサウンドを基にしたものに変更した[36][37][38][39]（2020年3月30日より時報音、天気予報と交通情報のアタックジングル・BGMをリニューアルした際、周波数をアナウンスするステーション ジングルが「AM1134」を省略して「FM91.6」のみになるパターンが増えるが、2021年3月28日で後述の理由で使用を一旦終了した）。
- 2016年（平成28年）10月11日 - 「radiko.jp」で「タイムフリー機能」の実証実験スタート。リアルタイムで聴き逃した番組の音源を、一部の番組を除いて1週間後まで再生できるようになった。
- 2017年（平成29年）12月1日 - 「〜キミはひとりじゃない〜 文化放送受験生応援キャンペーン」をトンボ鉛筆をキャンペーンサポーター（スポンサー）にして開始[40]。
- 2020年（令和2年）
  - 3月27日 - 日本国内の民放ラジオ局では初めての直営事業[注釈 34] として、1972年から47年間にわたって続けられてきた「文化放送ラジオショッピング」（通信販売サービス）が『くにまるジャパン 極』内の放送でサービスを終了した。
    - 文化放送では、3月25日に『さよなら文化放送ラジオショッピング ～48年分の感謝を込めて～』という特別番組を11:00 - 13:00に放送[41][42]。自社制作番組内のラジオショッピングコーナーについては、同月28日からグループ外の通信販売事業会社（ジャパネットたかたなど）に委ねている。
    - 「文化放送ラジオショッピング」としては、4月17日で全てのサービスを終了。7月1日から、インターネット上の通信販売サービス「文化放送ショッピング」へ移行した。

  - 10月1日 - 番組を制作する部署ごとに担ってきた番組や派生コンテンツのデジタル化関連業務を集約させる目的で、放送事業本部直轄のデジタル推進部を新設。同時に発令された人事異動では、アナウンサーの太田英明が、放送事業本部編成局のアナウンス部長からアナウンス職兼務のまま編成局長に昇格した[43]。
  - 10月31日 - 東京ソラマチ内の「TOKYO SKYTREE TOWN STUDIO」の使用を終了したうえで閉鎖。跡区画は、店舗用スペースへの改装を経て、2021年4月22日からサーティワンアイスクリームが「東京スカイツリータウン・ソラマチ店」を営業している。
- 2021年（令和3年）
  - 3月27日 - 1968年11月19日から52年5ヶ月にわたって放送されてきた『日野ミッドナイトグラフィティ 走れ!歌謡曲』がこの日で終了。
  - 3月29日 - 2022年3月31日に迎える開局70周年に向けて、「もっと過激に もっと優しく 文化放送」とのコンセプトの下で、「開局70周年アニバーサリーイヤー」企画を開始。その一環として、QRソングの開局70周年バージョン（ステーションサウンドを作詞・作曲した浅川真洋が編曲、歌唱する山村響が歌唱）を制作したうえで、交通情報・天気予報のBGMや各種コールサインなどで使用を開始[44]。時報音についても、2015年12月6日まで使用していた音源に戻している。
  - 7月1日 - 社内組織を大幅に改編するとともに、社内の部署を4局1室、役員を3人にまで削減。改編前の部署のうち、経営管理本部、放送事業本部、メディア開発本部を廃止した。
    - 改編に伴って新たに設けられた部署は、「アドミニストレーション局」「カスタマーリレーション局」（関西支社を管轄）「コミュニケーションデザイン局」（アナウンス部や報道スポーツセンターなどを管轄）「メディアイノベーション局」「マネジメントイノベーション室」で、編成局は「コミュニケーションデザイン局」に改称。上記の名称は、A&G関連番組のプロデューサー、A&G事業部の部長、専務などを歴任した片寄好之（特別顧問）が考案した[45]。編成局長の太田は前日付で編成局長を退任したが、アナウンス職を兼務したまま、局長級の待遇でコミュニケーションデザイン局のエグゼクティブ・プロデューサーに異動。
    - 『吉田照美のやる気MANMAN!』など多数の番組でディレクターを務めた後に、前年（2020年）12月から社長に就任していた斉藤清人は、役員削減を「『このまま立ち止まっていてはいけない』という危機感の下で、局・室長の責任・権限を明確に定めながら、意思決定のスピードアップを図った」[46] 、編成局をコミュニケーションデザイン局に改称することは「ラジオ局には令和時代に入ってから、『番組』というコンテンツを作るだけではなく、『編成』という概念の少ないインターネットなどの世界に番組を広げていくことが問われている。放送局にとって忘れてはならない、捨ててはならない『編成』（という業務）を心に残しながら、放送局の心臓部であることを意味する『編成』という言葉をあえて乗り越えてでも、リスナーや出演者とのコミュニケーションを『デザイン』するという（方向性）を選択した」[45]と述べた。
- 2022年（令和4年）
  - 3月31日 - 財団法人日本文化放送協会による開局から、この日で70年に到達。　例年「開局記念日」として特別番組を編成しているこの日から、4月3日までの7日間を「開局70周年ウイーク」に設定した。さらに、「開局70周年」を記念した特別番組として、期間中（3月31日の22時から4月3日の20時まで）に『開局70周年 もっと一緒に!文化放送リスナー大感謝スペシャル「きっかけはラジオ」』を延べ70時間にわたって放送した[47]。
    - この特別番組では、往年の人気番組を復活させる企画を相次いで編成。その一つとして、4月3日の14時から16時まで放送された『吉田照美のてるてるワイド』では、「入社前（中学・高校時代）は『てるてるワイド』のヘビーリスナーで、文化放送に入社するきっかけを与えた番組だった」と公言している斎藤が、前述した制作畑での経験を背景に、現職の社長としては初めて総合プロデューサーを務めた[48]。
- 2023年（令和5年）
  - 6月1日 - ウクライナの出身で、和歌山大学へ留学中の2022年に文化放送でインターンを経験していたパーダルカ・オリハを、契約社員（記者）として採用したうえで報道スポーツセンターに配属。日本以外の国・地域の出身者を文化放送が社員として採用することは「開局以来初めて」とのこと[49]で、本人は入社後に『オリハの今まで知らなかったウクライナ』（ポッドキャスト限定の音声コンテンツ）へ出演している。
  - 7月1日 - 社内組織を改編。2021年の大規模な組織再編で誕生した部署（前述）の名称が「分かりにくい」との指摘を設置当初から受けていたことを踏まえて、「総務局」（総務部・財務部・技術システム部を管轄）「コンテンツ局」（報道スポーツセンター・制作部・デジタルソリューション部・A&G事業部などを管轄）「メディアビジネス局」（営業部・営業推進部・ネットワークソリューション部・関西支社を管轄）「経営戦略室」から成る3局1室体制に改めたほか、「編成部」をコンテンツ局傘下の部署として2年振りに復活させた。その一方で「アナウンス部」（2014年1月から制作局→放送事業本部内の編成局→コミュニケーションデザイン局内に設けられていた「アナウンスルーム」）が廃止されたため、スポーツ中継を担当せずに「アナウンス部」へ所属していたアナウンサーは、主な担当番組に応じてコンテンツ局の制作部に異動している[50]。
  - 7月10日 - 「アナウンス部」の廃止を受けてこの日に社内で開かれた懇親会へ（当時在籍していた）12名のアナウンサーのうち10名が参加したところ、6名が新型コロナウイルスへ感染したことが、13日から15日にかけてのPCR検査で相次いで判明。感染が確認された6名は無症状か軽症であったものの、1週間前後の隔離療養を求められたため、レギュラーで担当していた5つの生放送番組では代役を急遽立てるなどの措置が急遽講じられた[50]。
    - 上記の事態を受けて、社長の斎藤は、18日の定例記者会見で当該番組の関係者やリスナーに謝罪。感染症関連の国内法における新型コロナウイルスの分類が（季節性インフルエンザなどと同等の）「五類感染症」へ移行した5月8日（月曜日）以降も、アナウンサー全員に社内や放送用ブースでのマスク着用を徹底させていることを明言したうえで、「（前述した）懇親会でクラスターが発生した可能性がある」との見解を示した[51]。
- 2024年（令和6年）
  - 4月1日 - 独自の総合配信プラットフォームサービス「QloveR（クローバー）」の運用と、「トラックドライバー応援キャンペーン」（いわゆる「2024年問題」で物流危機に直面しているトラックドライバーへの応援企画）をこの日から開始。
  - 4月16日 - 「トラックドライバー応援キャンペーン」の一環として、『走れ!歌謡曲』の復活生放送（第1弾）を、この日の未明から5日間にわたってノンスポンサーで実施[52]。キャンペーン期間の最終週（9月第4週）には、「第2弾」を放送した[53]。
- 2025年（令和7年）
  - 3月31日 - インターネットラジオ「超!A&G+」のサービスが終了[54]。

## 放送局概要

### 演奏所
- 本社演奏所：〒105-8002 東京都港区浜松町1丁目31番地（文化放送メディアプラス）
- 5:00基点の24時間放送
原則月曜 2:00 - 5:00（日曜深夜）は放送休止。スペシャルウィーク（聴取率調査期間）中は、日曜も24時間放送を行う場合がある。どの放送局でも24時間放送を行う場合、毎日基点の午前5時前には区切りとして、オープニングがあるが（コールサインや周波数、出力を告げる）、同局のオープニングは月曜5:00の休止明けの放送開始時のみ。
第1週の日曜深夜の放送終了後、緊急警報放送の試験信号放送を実施。ただし、第1週の日曜深夜が24時間放送を行う場合、第2週の日曜深夜に振り替えて実施する。

### 送信所
- 呼出符号（コールサイン）:JOQR
- 呼出名称（コールネーム）:ぶんかほうそう
- 周波数:1134kHz
- 空中線電力（出力）:100kW

#### 川口送信所
| 周波数   | 空中線電力 | 所在地                       |
| -------- | ---------- | ---------------------------- |
| 1134 kHz | 100 kW     | 埼玉県川口市赤井3丁目9番16号 |

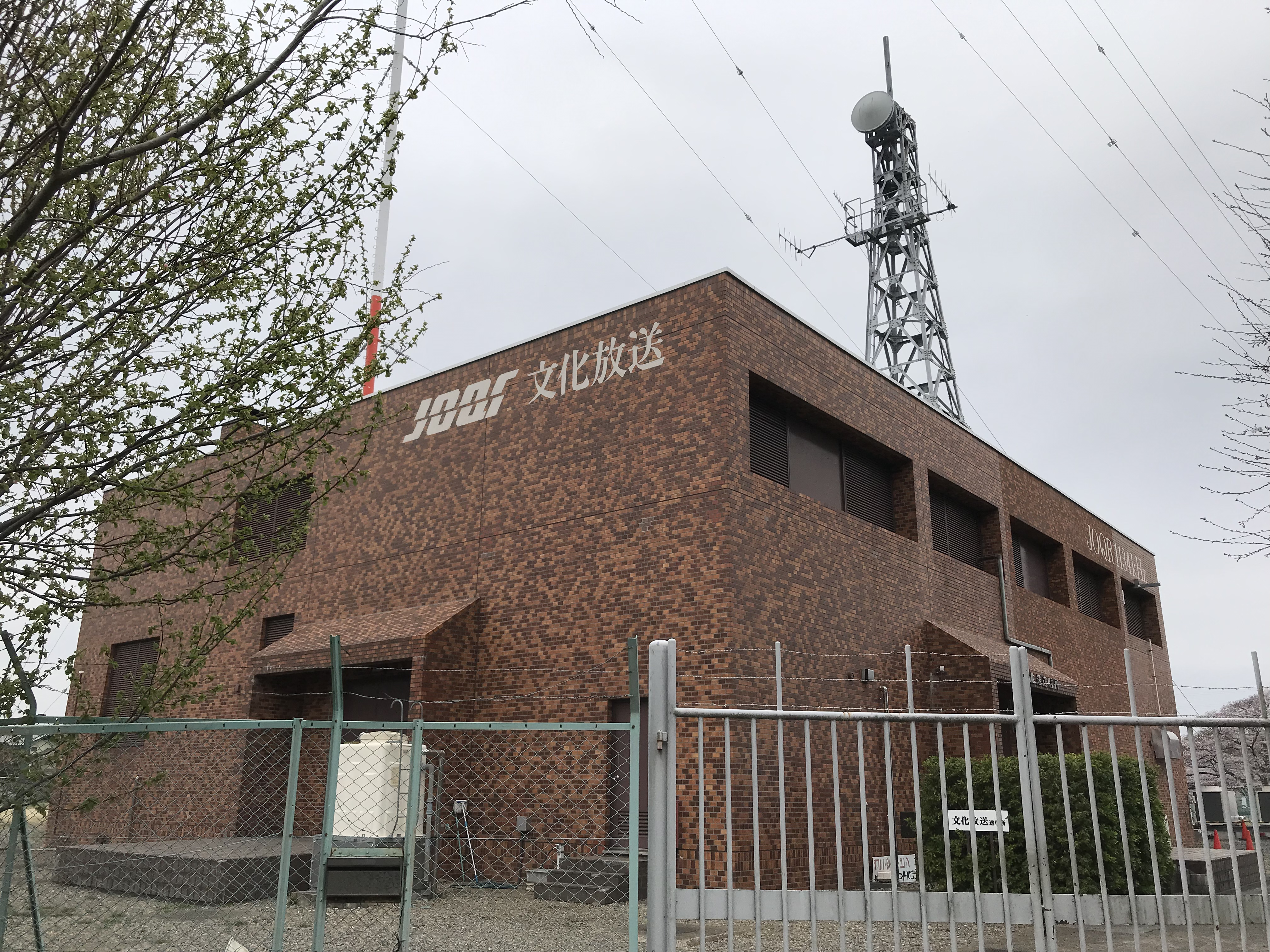
文化放送川口送信所（旧: 社団法人日本放送協会新郷ラジオ放送所 → 女子パウロ会修道院、2019年撮影）

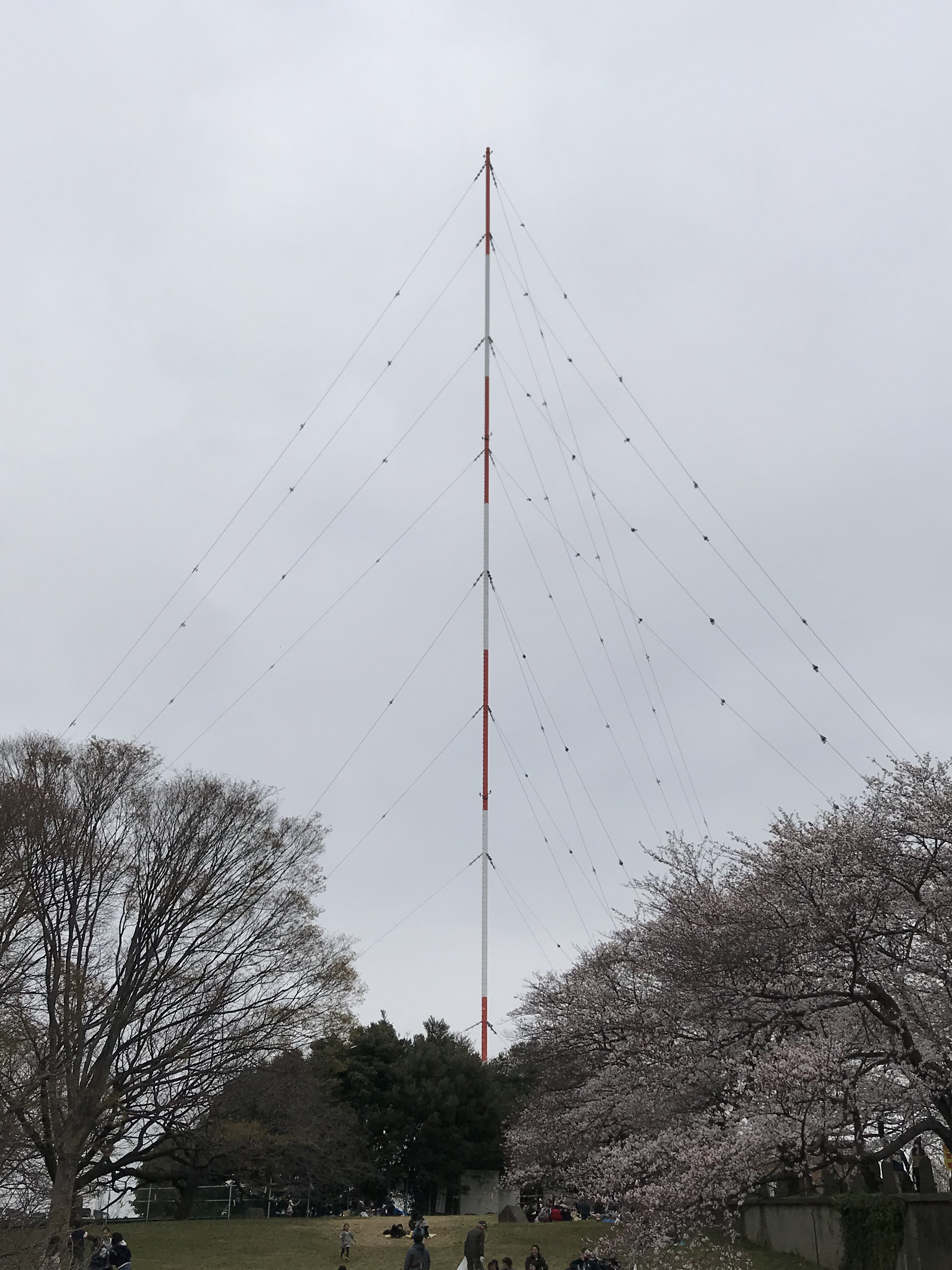
川口送信所のアンテナ(2019年撮影)

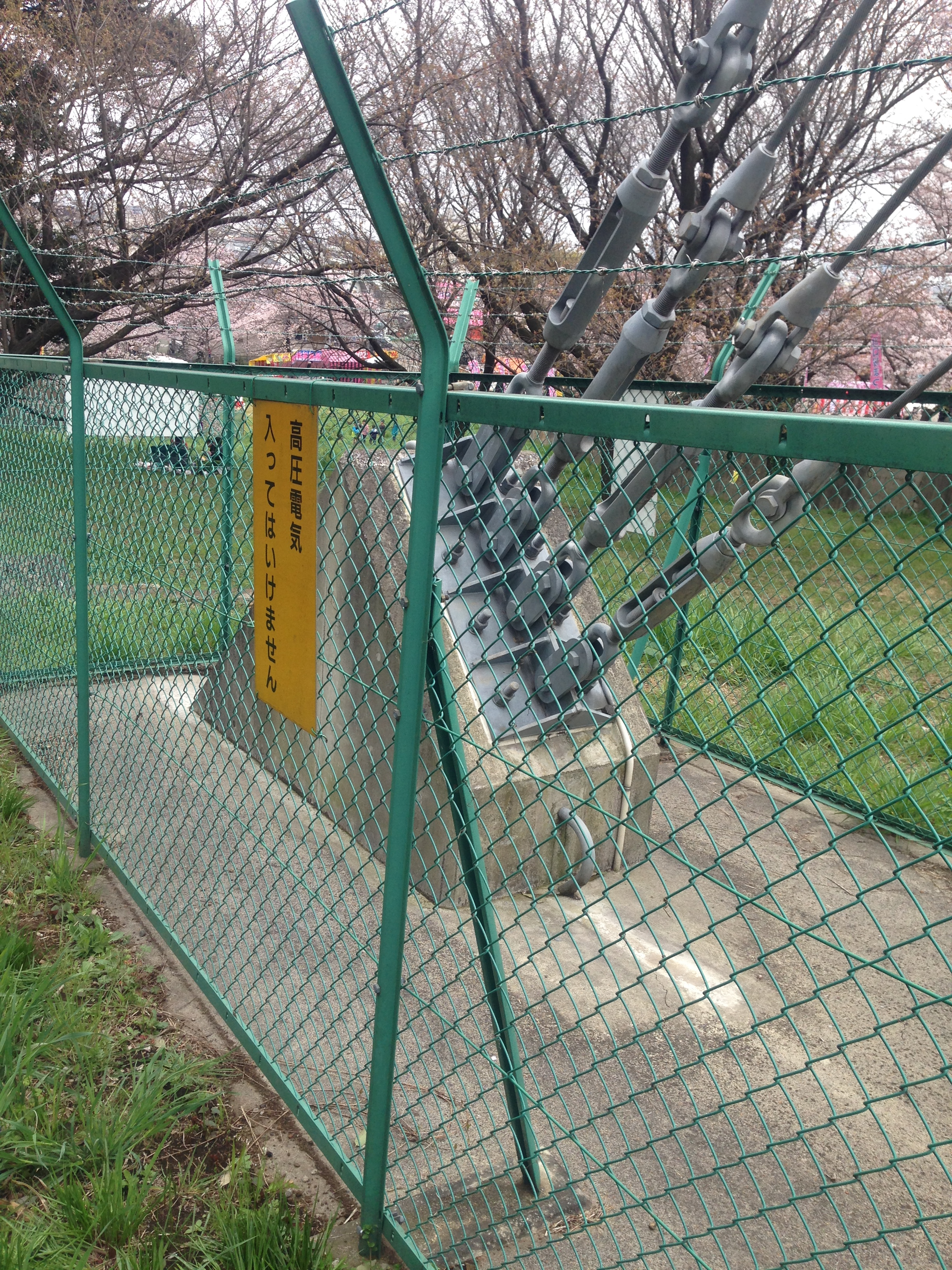
川口送信所のアンテナ支線アンカー(2016年撮影)

- 送信所自体は1928年（昭和3年）に東京中央放送局（現在のNHK、コールサイン: JOAK）が設置し、1937年（昭和12年）まで使用した新郷放送所（出力10kW）であった[55]。
- NHKの旧局舎は、収蔵庫として隣接する敷地内に併存していたが、2010年（平成22年）に取り壊された。なお、太平洋戦争期間中、アメリカ軍によるプロパガンダ放送が行われていたが、これを当時の大日本帝国政府は日本国民に聞かせたくない内容であるとして、その送信所に地下に「隠ぺい放送所」というものが設けられ、2001年ごろ、発掘調査によって判明したことがわかり、のちに2020年に放送された「文化放送戦後75年スペシャル「封印された真実〜軍属ラジオ」」[56]においてその真相に迫り、その隠ぺい放送所から放送されたジャミング（妨害電波）の再現なども行われた。
- 敷地内にはソメイヨシノが多数植えられており、春には「川口桜まつり」会場として、花見客に一般開放されるほか、新入局員研修にも利用される。
- TBSラジオ、ニッポン放送と共に、民放AMラジオ局で最大級の空中線電力を持つ[57]。

  - 送信空中線: 136.69m支線式円管柱（施工: 電機資材）
  - 送信機: 1993年更新時 RM-2000シリーズ50kW×2（東芝）3kWユニット 3kW変調増幅器（MO） 終段MOSFET 2SK1745×13本、3KW電力増幅器（PA）同2SK1745×4本、使用FET総数1320本
  - STL: 出力100mW、2m鏡面（プレート）パラボラ、LINEはNTTデジタル回線（192kbps、コーデックはAPT）
  - 電源: 6600V2系統を受配電盤、一部を高圧受電盤にて200Vに変換（200V用は主に冷却用空調機向け）
  - 非常用電源: 自家発電装置500KVA（クボタ）
  - 建屋: 鉄筋コンクリート2階 1階は送信機、ダミー盤室、発電機室、受電室、整合器室その他　2階はフィルター室、冷却用送風機その他
  - 備考 1993年まで真空管式送信機4台（うち送信管9F45（東芝製）1本（150 kW）使用を1台）。1993年に完全固体化に更新。3月29日に火入れ式を行い、正式運営。この更新に合わせて、送信局舎も1階約212m2、2階約94m2戸田建設施工で増築した。アースも240本を新たに張り巡らした。

#### 非常用予備送信所
| 空中線電力 | 所在地                                                   | 送信空中線         |
| ---------- | -------------------------------------------------------- | ------------------ |
| 1 kW       | 東京都新宿区若葉1丁目5番地（ランテンヌ四谷・旧局舎跡地） | 短縮変形モノポール |

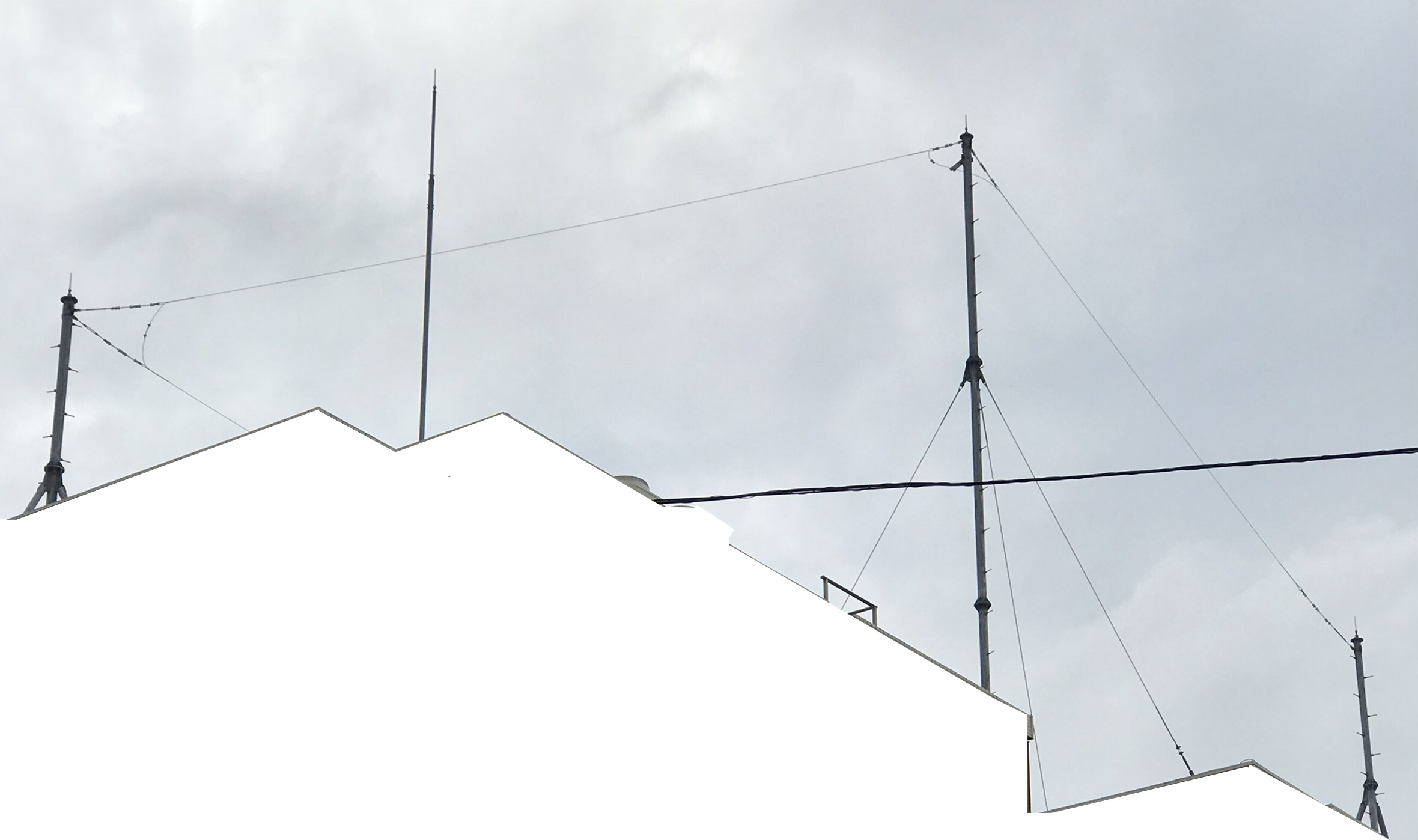
文化放送旧本社跡に建つマンション・ランテンヌ四谷屋上にある文化放送予備送信所アンテナ(2018年撮影・画像加工済)

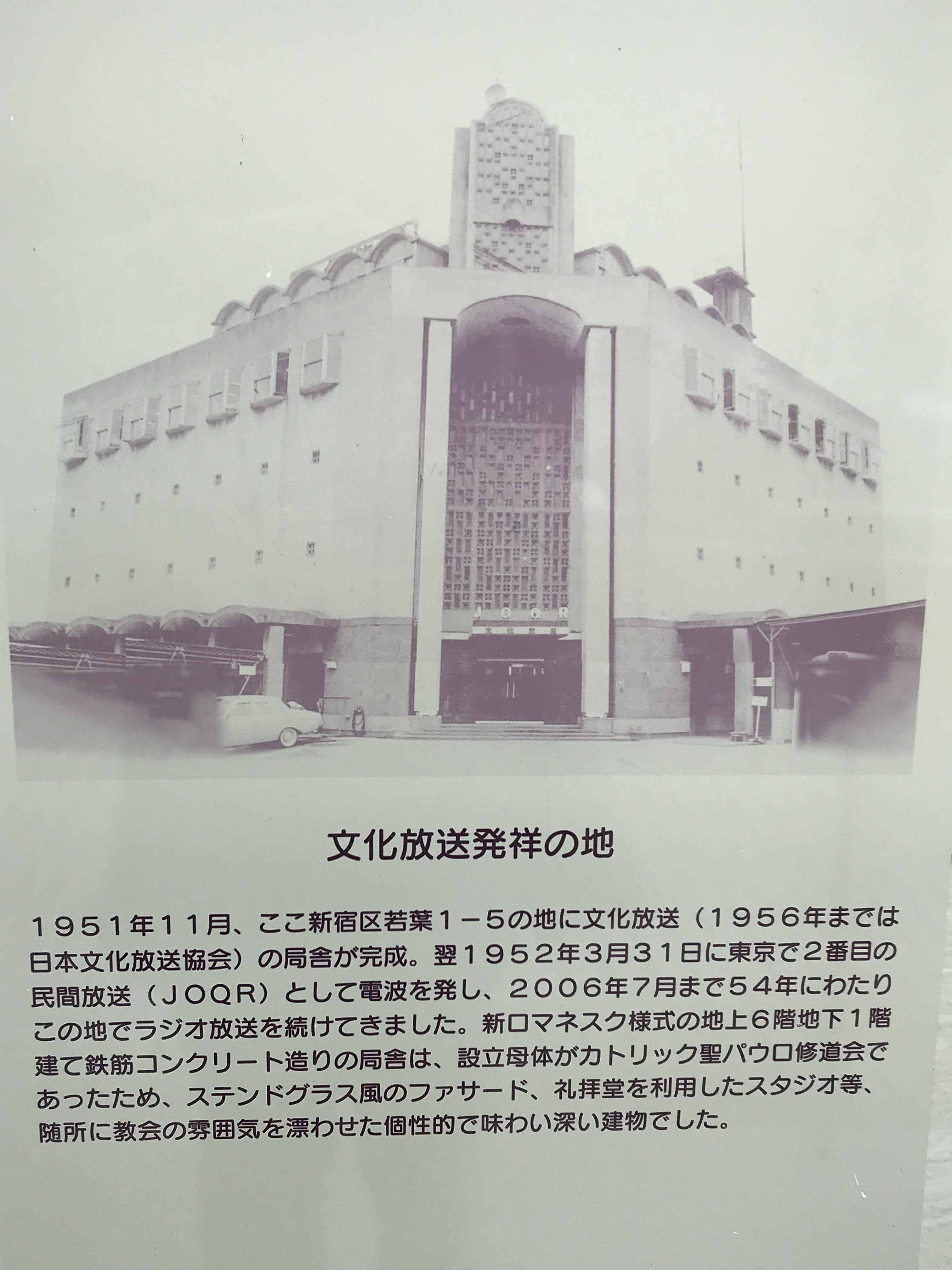
ランテンヌ四谷前にある、文化放送発祥の地のプレート

四谷の旧局舎には空中線電力1kWの非常用送信所が設けられ、日曜深夜に頻繁に試験放送を実施していたが、移転先の浜松町新局舎（メディアプラス）に送信設備はなく、総務省無線局免許人情報や方向探知の結果からも、非常用送信機は川口に仮設中と見られていた。
旧局舎跡地はこれまで同様、聖パウロ修道会が所有。2008年4月末、文化放送が施主の賃貸マンション「ランテンヌ四谷」が落成。屋上に予備送信所が再移転した上で、5月19日開局。同日、試験放送を送出した。同マンション玄関には『文化放送 発祥の地』の碑が掲げられている。
旧社屋時代は正式な住所は「東京都新宿区若葉1丁目5番地」であるが、放送では「〒160 （東京都）新宿区 文化放送 ○○係」と詳細な住所を告知せず、宛先を放送していたことがあった。

#### 墨田FM補完中継局
| 周波数   | 空中線電力 | 所在地                                      | 実効輻射電力 |
| -------- | ---------- | ------------------------------------------- | ------------ |
| 91.6 MHz | 7 kW       | 墨田区押上1丁目1番13号 （東京スカイツリー） | 57 kW        |

川口送信所が災害発生時に放送ができなくなった時の対策や、都心部での難聴取や雑音などの解消を目的として、FM放送で補完放送を行う中継局。2014年9月3日に予備免許が付与され、東京スカイツリーにTBSラジオ、ニッポン放送と共同でアンテナを設置、2015年10月5日に試験放送を開始し、同年12月7日 13:00より本放送を開始した。AMでの補完目的で放送されるため、AMとFMのサイマル放送となる。音声はAMとは違いステレオで実施。

#### J:COMケーブルネットワーク
2014年5月27日からJ:COMのケーブルネットワーク（「J:COMテレビ」のデータ放送の音声送信機能）を通じての再送信が行われている。開始当初はAMの音声を再送信していたが、2020年4月現在はワイドFMの音声を再送信している。

#### radiko
2010年3月15日の試験配信開始より参加している。音声はステレオで実施。
なお、ジャニーズ事務所の所属タレントがパーソナリティを務める『レコメン!』の月 - 水 23時台以外と木曜全編、『近藤真彦 くるくるマッチ箱』、『嵐・相葉雅紀のレコメン! アラシリミックス』の3番組は、ジャニーズ事務所からエリアフリー・タイムフリー配信許諾が下りていなかったため、1都6県外での聴取を休止していたが、2018年4月2日の『レコメン!』から順次配信されている。
放送局記号は「QRR」。

## 資本構成
企業・団体の名称、個人の肩書は当時のもの。出典：

### 2017年1月1日
| 株主                     | 比率  |
| ------------------------ | ----- |
| カトリック聖パウロ修道会 | 29.7% |
| 小学館                   | 17.0% |

## 歴代キャッチフレーズ
- 1984年頃 - 1987年頃 - 楽しさ・イメージ無限大 文化放送[64]
- 1987年頃 - 1989年頃 - 1134 ダイヤル いいざんすの文化放送
- 1989年頃 - 1990年頃 - アッと言わせる 文化放送
- 1992年3月 - 1994年3月31日 - ステレオ 文化放送
- 1994年4月1日 - 1997年3月31日 - しあわせ、いっしょ。福ミミラジオ
- 1997年4月1日 - 1998年3月31日 - 熱愛発覚 文化放送
- 1999年4月1日 - 2001年3月31日 - 新世紀ステーション 文化放送
- 2001年4月1日 - 2002年3月31日 - 文化 おもしろ革命ィ〜ッ!
- 2002年4月1日 - 2003年3月31日 - どっきん!? 文化放送
- 2003年4月1日 - 2006年3月31日 - ファミリー! 文化放送
- 2006年4月1日 - 2007年3月31日 - おつきあい 文化放送
- 2007年4月1日 - 2010年3月31日 - ダイジナコト 文化放送
- 2010年4月1日 - 2011年3月31日 - 言葉の力×ラジオのチカラ ことバリュー 文化放送 ＜イメージキャラクター: 武田鉄矢＞
- 2011年4月1日 - 2012年3月31日 - 文化放送 勇気と元気 つながろう ジャパン!
- 2012年4月1日 - 2013年3月31日 - 文化放送 いつも あなたと つながろう ジャパン!
- 2013年4月1日 - 2014年3月31日 - ラジオはアートだ! 文化放送
- 2014年4月1日 - 2015年3月31日 - 再発見 文化放送
- 2015年4月1日 - 12月6日 - あなたとつながる 再発見 文化放送
- 2015年12月7日 - 2016年3月27日 - AM・FM 二刀流ラジオ。文化放送
- 2016年3月28日 - 2017年4月2日 - どこでもラジオ いつでも文化放送
- 2017年4月3日 - 2020年3月31日 - あなたのマイメディア 文化放送
- 2020年4月1日 - 2021年3月31日 ミミからだとココロに届く 文化放送
- 2021年4月1日 - 2023年3月26日 もっと過激に もっと優しく 文化放送
- 2023年3月27日 - 2024年3月31日 好きがつながる 文化放送
- 2024年4月1日 - オトナのホンネ 文化放送

## アナウンサー
スポーツアナウンサーはコンテンツ局 報道スポーツセンター、それ以外のアナウンサーはコンテンツ局 制作部に所属する。かつては編成局制作部に所属していたが、2013年4月5日付の社内組織改編で、所属部署を放送事業局制作部に変更。2014年1月1日付で、制作部内にアナウンスルームが新設された。
その後は放送事業本部編成局の所属を経て、2021年7月1日からコミュニケーションデザイン局に所属していた。2023年7月1日付の社内組織改編による「コンテンツ局」の新設と「コミュニケーションデザイン局」「アナウンスルーム」の廃止に伴って、報道スポーツセンターを管轄する部局をコンテンツ局、スポーツ担当以外のアナウンサーの所属部署をコンテンツ局内の制作部に変更。
女性アナウンサーは2006年度以降、男性アナウンサー（主にスポーツアナウンサーとして採用）は2016年度以降、契約社員として採用。3年の契約期間を満了した後にフリーアナウンサーへ転身する者が多く、一部のアナウンサーは、契約期間中の担当番組へ引き続き出演している。また、契約社員として採用されたアナウンサーや、正社員のまま定年で退職したアナウンサーの一部は、関連会社のJCM セントラルミュージックに所属している。
アナウンサーによっては、かつて在籍していた土居まさる・みのもんた・野村邦丸のように、本名とは別のマイクネームを放送で使用することがある。

### 制作部所属のアナウンサー

#### 男性
- 太田英明（1986年入社）
  - アナウンス部長を経て、2020年10月1日付でアナウンサーとの兼務で放送事業本部編成局長に就任した[67]。2021年7月の社内組織改編で編成局がコミュニケーションデザイン局へ改称されたことに伴って編成局長を退任した[45] ため、アナウンサーとの兼務を続けたまま、コミュニケーションデザイン局のエグゼクティブ・プロデューサー（局長級待遇の役職）に就任した。
  - 「メンタルの不調」を理由に2022年1月から休職していたが、同年8月の復職を機に、アナウンス業務を徐々に再開している[68]。
  - 2023年の誕生日（5月19日）で文化放送の正社員定年（60歳）へ達したことを機に、最長で5年間の嘱託契約へ移行したが、移行後も番組へ出演する際には「文化放送アナウンサー」という肩書を引き続き使用。同年7月1日付の社内組織改編によるコミュニケーションデザイン局の廃止・コンテンツ局の新設に伴って、所属部署をコンテンツ局に変更している。ただし、嘱託契約へ移行した後の「エグゼクティブ・プロデューサー」職の扱いについては不明。
- 斉藤一美（1990年入社。5年間離脱していたスポーツ中継の出演を2022年度から再開）
- 砂山圭大郎（1998年入社。かつては「砂山大輔」「K太郎」などのマイクネームを使用）

#### 女性
- 水谷加奈（1990年入社）
- 鈴木純子（エフエム群馬出身。1999年入社。気象予報士）
- 坂口愛美（愛媛朝日テレビ出身。2020年入社。気象予報士、防災士。入社の当初から2023年3月までは、3年間の有期雇用契約で在籍していた。契約期間を満了した同年4月以降も、セントラルミュージックとの業務提携によって勤務を継続）
- 甲斐彩加（南海放送出身、元TBSラジオキャスター。2023年入社）[69]

### 報道スポーツセンター

#### アナウンサー
- 長谷川太（1989年入社。アニメ関連の番組では「長谷川のび太」というマイクネームを使用）
- 高橋将市（2000年入社）
- 小宅世人（中国放送出身、2025年4月入社）[70]

#### 報道記者
- 清水克彦（1986年入社）
- 鈴木敏夫（アナウンサーとして、1988年入社。報道スポーツセンター解説委員）
- 伊藤佳子（宮崎放送出身。アナウンサーとして、1991年入社。気象予報士、防災士、健康気象アドバイザー、報道スポーツセンター 副部長）
- 永野景子（アナウンサーとして、1992年入社。2022年4月から記者職のまま月・火曜日に『ニュース・パレード』のキャスターを担当）
- 吉田涙子（アナウンサーとして、1994年入社）
- 山本香
- 岡田紀子（NHK大分放送局→テレビ西日本→テレビ埼玉 出身。メディア・スタッフ所属の上、2005年入社）
- 石森則和（エフエム群馬出身）
- 新岡瑞佳

## 報道スポーツセンター以外の部署に勤務する元アナウンサー
- 丹羽孝子（1972年入社。異動後に番組のディレクターやプロデューサーを歴任）
- 衣笠聖也（編成部への異動を経て、編成部長を歴任）
- 藤木千穂（1991年4月 - 2007年1月。後に営業局営業部 → 編成局編成部へ異動）

## 退社したアナウンサー
旧アナウンス部・報道スポーツセンター以外の部署への異動後に退社した人物や、在職中に死去した人物を含む。

### 男性
- 喜熨斗勝（入社年不明 - 1963年→フリーアナウンサー・歌舞伎研究家）
- 青柳森（アナウンサー2期生、フジテレビアナウンサー兼務、1953年 - 1986年）
- 茂木幹弘（1954年 - 1974年）
- 細田勝（1954年 - 1987年）
- 玉置宏（アナウンサーではなく「番組司会者」として在籍）
- 窪田康夫（ラジオ日本へ移籍）
- 佐藤やすし（本名：佐藤依、1957年 - ）
- 桂竜也（本名：永峰康夫。1961年 - 2004年）
- 土居まさる（本名：平川巌彦。1964年 - 1970年）
- 月岡逸弥（1964年 - ）
- 吉田光雄（1965年 - ）
- みのもんた（本名：御法川法男。1967年 - 1979年。退社後もフリーアナウンサーとして、文化放送制作の番組に長らく出演）
- 戸谷真人（1969年 - 2006年）
- 西山弘道（1969年 - 2005年。後に報道部長 → 編成局次長を歴任）
- 高橋民夫（アナウンサーとして、1970年代に入社）
- 大野勢太郎（本名：大野正。1970年 - 1988年）
- 中田秀作（1971年 - 2001年）
- 白井静雄（1971年 - 2008年）
- 小森法孝（北日本放送への移籍を経て退社。後にフリーアナウンサーとして「こもり三四郎」名義で文化放送制作の番組に出演）
- 坂信一郎（1972年 - 1988年）
- 梶原茂（1973年 - 1991年。退社後もフリーアナウンサー「梶原しげる」として、文化放送制作の番組に長らく出演）
- 黒沢順一
- 吉田照美（1974年 - 1985年）
- 菅野詩朗（1975年 - 2012年）
- 長尾久昭（1975年 - ）
- 出川有（1976年 - 2011年。後にNRN事務局次長、局長を歴任）
- 扇一平（本名：扇逸平。1978年 - 2015年）
- 竹内靖夫（1978年 - 2015年。定年後は嘱託契約で2020年まで在籍。契約期間の満了後も文化放送制作の番組に出演）
- 寺島尚正（1981年 - 2018年。定年後はセントラルミュージック（JCM）所属のフリーアナウンサーとなる。2025年1月時点ではセントラルミュージックを退所して、フリーランスで活動。同社の退所後も文化放送制作の番組出演を継続）
- 倉林由男（日本テレビへ移籍）
- 青柳秀侑（1983年 - 1990年）
- 市原育男
- 矢野吉彦（1983年 - 1989年）
- 上野智広（1991年 - 2010年）
- 鈴木光裕（福島テレビ → テレビ大阪 契約アナウンサー → 東海ラジオ 出身。1991年 - 2016年）
- 野村邦丸（本名：野村邦夫。茨城放送 出身。1991年 - 2017年。定年後はセントラルミュージック（JCM）所属のフリーアナウンサーとして、文化放送制作の番組出演を継続）
- 傳井靖（NHKへ移籍）
- 北川義隆（1993年 - 1999年）
- 松島茂（1994年4月 - 2020年2月。在職中に死去）
- 飯塚治（1995年4月 - 2019年6月。営業局営業部への異動・退社を経て、2021年からフリーアナウンサー）
- 槇嶋範彦（西日本放送 → 新潟テレビ21出身。2007年 - 2020年3月。TCP所属のフリーアナウンサーで文化放送と専属契約。契約期間の満了後も文化放送制作のスポーツ中継の出演を継続）

以下のアナウンサーは、有期雇用契約で在籍した後に退社。
- 片山真人（福島放送出身。2016年7月 - 2018年3月。契約期間の途中で静岡朝日テレビへ移籍[71]）
- 寺島啓太（四国放送出身。2016年4月 - 2021年4月。契約期間の満了後も、文化放送制作のスポーツ中継の出演を継続）
- 土井悠平（北陸放送出身。2018年4月 - 2022年3月。契約期間の満了後も、文化放送制作のスポーツ中継の出演を継続。2022年6月からサンミュージックプロダクションに所属）
- 山田弥希寿（山陰放送出身。2020年4月 - 2023年3月。契約期間満了後の2023年4月からフリーアナウンサーへ転身。転身の前月から「山田みきとし」名義で横浜DeNAベイスターズ主催試合のスタジアムDJに起用されているが、転身後もスタジアムDJなどと並行しながら文化放送制作番組への出演を継続）

### 女性
- 岡田苑子
- 成田敦子（1964年 - 1972年）
- 落合恵子（1967年 - 1974年）
- 乾瑞恵（1969年 - ）
- 森田 → 大谷尚美（1969年 - 1988年。ディレクター転身後、2001年まで在籍）
- 鈴木寛子（1970年 - ）
- 高橋小枝子（1970年 - 2007年）
- 丹羽孝子（1972年 - ）
- 佐々木なほ子（1973年 - 。ディレクターとして定年を迎えた後も『朝の小鳥』の制作に従事）
- 松田啓子（1974年 - ）
- 野中直子（1974年 - 2011年）
- 小俣雅子（1975年 - 1990年）
- 向信子（1975年 - ）
- 萩野慶子（1978年 - ）
- 小林寛子（1979年 - ）
- 矢野真紀子（1979年 - ）
- 玉井美穂子
- 佐原裕子
- 橋本美紀
- 沼尾ひろ子（テレビ岩手出身。1989年 - 1990年）
- 久保田妙子（1990年入社、ミヤギテレビ出身）
- 渥美佳代子（ラジオ福島出身）
- 箕輪明美（長野放送出身）
- 小向真里子
- 前場美保子（ラジオ福島出身）
- 石川真紀（1997年4月 - 2022年6月[72]）
- 西川文野（2015年4月 - 2024年4月。2018年4月以降は、セントラルミュージックからの出向扱いで在籍。担当番組の一部では「西川あやの」の名義を用いていた。セントラルミュージックを2024年4月で退社後は翌5月からサンミュージック所属のフリーアナウンサーに転身）

以下のアナウンサーは、3年間の有期雇用契約で在籍した後に退社。
- 遠藤里沙（秋田放送出身。2006年4月 - 2009年3月）
- 濱本りか（東日本放送出身。2009年4月 - 2010年7月。妊娠のため契約途中で退社）
- 石田絵里奈（茨城放送出身。2010年8月 - 2013年3月）
- 加納有沙（九州朝日放送出身。2013年4月 - 2016年3月）
- 室照美（北陸放送出身。2013年4月 - 2016年3月。契約期間満了後の2016年10月から、『日野ミッドナイトグラフィティ 走れ!歌謡曲』水曜日のパーソナリティを2年間務めた）
- 小尾渚沙（山陽放送出身。2015年4月 - 2018年3月）
- 八木菜緒（NHK高知放送局 → テレビ愛媛出身。2015年4月 - 2018年3月。契約期間の満了後に日本BS放送（BS11）へ移籍）
- 舘谷春香（NHK名古屋放送局出身。2017年10月 - 2020年9月。ホリプロ所属のフリーアナウンサーへ転身）
- 長麻未（NHK山口放送局出身。2017年10月 - 2020年9月）
- 松井佐祐里（NHK仙台放送局出身。2020年4月 - 2023年3月。ホリプロ所属のフリーアナウンサーへ転身）
- 久保朱莉（札幌テレビ放送出身。2023年4月 - 2025年3月）[69]

## 報道スポーツセンター
『ニュース・パレード』等を担当し、全国ラジオネットワーク（NRN）系列のネットワークニュース・報道特別番組は原則文化放送が製作する。共同通信社との関係が深い。
1963年の吉展ちゃん誘拐殺人事件では、事件発生直後の同年5月に当社のある社員が行き付けの喫茶店で「（公開された脅迫電話の）声によく似た人を知っている」という話を聞き付けたことがきっかけで、その人物（のちに犯人であることが判明した小原保）がよく顔を出すという飲み屋（愛人が経営）に張り込んで録音を伴ったインタビューをおこない、さらにその後、店にいる小原を呼び出して電話をした際の会話も録音した。この録音テープは、捜査の過程で脅迫電話の録音と比較され、小原を犯人に特定する重要な手がかりとなった。文化放送はこれを含めた一連の事件報道により、日本民間放送連盟の第14回民放大会賞（現・日本民間放送連盟賞）において、「番組活動賞揚部門」の「ラジオ報道活動」の部で最優秀賞を受賞している。
1970年（昭和45年）11月25日午前、三島由紀夫が防衛庁市ヶ谷駐屯地にあった陸上自衛隊東部方面総監部に立て篭り、決起を促す演説を自衛官達に向けて行なった後、割腹自殺した。この三島事件の模様を全て録音出来たのは、近隣の文化放送だけだった。駆け付けた三木明博記者 が、マイクを木の枝に縛り付けて録音したエピソードは伝説化している。
記者会見やインタビューの際に、明朝体で「文化放送」と白く書かれたマイク（三研マイクロホンのMS-5）がテレビで映ることが多い。記者らがほぼ毎日書き綴るブログは他の報道機関からも、一定の評価を受けている（文化放送 報道部ブログ パレードのあとで）。
テヘランのイランアメリカ大使館人質事件では、文化放送が「世界のマスメディア3社」に抜擢されて、立て篭った犯人達の肉声を世界に向けて配信した。

## プロ野球中継
プロ野球中継は在京民放AM局で唯一、埼玉西武ライオンズ戦の実況中継番組『文化放送ライオンズナイター』を放送しているのが大きな特色である。西武戦がない場合でも、他のパ・リーグ球団の試合を中継している。土・日曜日はNRNナイターの統括局かつ関東地区担当局となっており、読売ジャイアンツ戦を中心に放送していたが、日曜日は2012年シーズン、土曜日は2018年シーズン限りで自社での放送は撤退しており、2025年現在、プロ野球中継は平日ナイターのみの放送となっている。但し、土・日曜日のNRNナイターの制作幹事局は継続しており、各本拠地の地元局、土曜日はこれらに山口放送向けのナイター、もしくは予備番組の裏送りを行っている。
また、JRN系列の基幹局であるTBSラジオが、2017年シーズン限りでプロ野球中継の本放送から撤退したことにより、同社がJRN系列局向けに中継してきた巨人戦・DeNA戦を除き、翌年から平日の西武・ロッテ主催試合（文化放送ライオンズナイターとの局間ネットもしくは裏送り）ならびに関東地方で開催のオールスターゲームを制作すると共に、JRN系列局が制作する西武ビジター戦をネット受けするようになった。
西武戦中継を通じた西武グループとの関わりから、2004年の西武鉄道株にまつわる証券取引法違反事件では、堤義明からの要請で、コクド より西武鉄道の株式を購入していた。試合のない平日には、ライオンズの情報番組『ライオンズエクスプレス』等を放送しているほか、ファン感謝デー等のイベントにも司会としてアナウンサーが参加するなど、文化放送と西武とのつながりは深い。

## 時報
不明 - 1977年3月、1978年10月10日 - 1979年12月31日
鐘の音にポーン。鐘の音は「ウェストミンスターの鐘」に似た音階だった。当時は同様な時報を、ラジオ関東でも行っていた。予告音は5
1977年4月 - 1978年10月9日
ポーン音のみに。この頃の時報スポットは、色々な鳥の声が流れていた。予告音不明
1980年1月1日 - (1999年6月9日)
ポッ（ミ）、ポッ（ミ）、ポッ（ミ）、ポーン（ラ）というノーマルなものに。現在はスポーツ中継や一部の番組中に、正時跨ぎする時のみに流れる（例:ライオンズナイター）。予告音は3
1999年6月10日 - 2015年12月6日、2021年3月29日 -
オルゴール風のいわゆる「QRソング」（「じぇいおーきゅーあーる」の部分）のメロディの後に、ポーン。
上記のメロディが付加されるため、他の時報スポットCMを使う地域に比べ、5秒近く、早く流れる。 文化放送の開局70周年記念企画の一環としてQRソングを復活させた事に伴い、2021年4月改編より再び使用。予告音は4
2015年12月7日 - 2020年3月29日
ステーション サウンド（「えーえむ いちいちさんよん」および「えーふえーむ きゅういちろく」の部分）のメロディの後に、ポーン。ワイドFM開始に伴う変更。予告音は4
2020年3月30日 - 2021年3月28日
ステーション サウンド（イントロの「ぶんかほうそーう」の部分に変更）のメロディの後に、ポーン。予告音は3

## JOQR以外の放送・配信
- BSQR489 - BSデジタルラジオ 489ch （2000年12月1日 - 2006年3月31日）
- DigiQ+N 93 - 地上デジタルラジオ局 東京地区 93ch
  - UNIQue the RADIO - 地上デジタルラジオ 東京地区 9301ch （2003年10月10日 - 2009年10月4日）
  - 文化放送プラス - 地上デジタルラジオ 東京地区 9303ch （2008年9月29日 - 2011年3月31日）
- Podcast QR - ポッドキャスト （2005年9月16日 - ）
- BBQR - インターネットラジオ （ - 2013年3月）
- 超!A&G+ - A&Gインターネットラジオ（2007年9月3日 - 2025年3月31日）、地上デジタルラジオ 東京地区 9302ch （2007年9月3日 - 2011年3月31日）
- AG-ON - A&Gインターネットオンデマンド（2012年4月 - ）
- QloveR - インターネットラジオ（2024年4月 - ）

## 関連企業

### グループ・フジサンケイグループ・系列放送局
- グループ各社に関して - 文化放送グループ
- フジサンケイグループ各社に関して - フジサンケイグループ: フジ・メディア・ホールディングス（フジテレビジョン、BSフジ、ニッポン放送）、産経新聞、サンケイスポーツ、ポニーキャニオン、夕刊フジ、箱根 彫刻の森美術館、美ヶ原高原美術館など
- 系列放送局各社に関して - NRN
- K-JAPAN[注釈 53]

## 同名他局
いずれも、資本・人事面で直接の関係はない。